# لوش (شرکت)
لوش (انگلیسی: Lush) شرکت لوازم آرایشی بریتانیایی است، که در سال ۱۹۹۵ تأسیس شد.